# Activin và inhibin
Activin và inhibin là hai phức hợp protein liên quan chặt chẽ gần như tương phản trực tiếp với nhau về tác dụng sinh học. Được xác định vào năm 1986, activin giúp tăng cường sinh tổng hợp và tiết FSH, và tham gia vào điều hòa của chu kỳ kinh nguyệt. Nhiều chức năng khác đã được phát hiện bởi activin, bao gồm các vai trò trong sự tăng sinh tế bào, biệt hóa tế bào, chết rụng tế bào, trao đổi chất, cân bằng nội môi, đáp ứng miễn dịch, chữa lành vết thương, và các chức năng nội tiết. Ngược lại, inhibin ức chế sự tổng hợp FSH và cũng ức chế tiết FSH. Sự tồn tại của inhibin được đưa ra giả thuyết từ đầu năm 1916; tuy nhiên, phải đến giữa những năm 1970 với công trình của Neena Schwartz và Cornelia Channing, inhibin mới được chứng minh là có tồn tại, sau đó cả hai protein đều được xác định đặc tính phân tử mười năm sau đó.
Activin là một phức kep gồm hai tiểu đơn vị beta giống hệt nhau hoặc rất giống nhau. Inhibin cũng là một phức kép trong đó thành phần đầu tiên là một tiểu đơn vị beta tương tự hoặc giống với tiểu đơn vị beta trong activin. Tuy nhiên, trái ngược với activin, thành phần thứ hai của phức kép inhibin là một tiểu đơn vị alpha có họ hàng xa hơn..  Activin, inhibin và một số protein liên quan đến cấu trúc khác như hormone phản Müller, protein biến thái xương, và yếu tố phân hóa tăng trưởng thuộc siêu họ protein TGF-β.

## Cấu trúc
Cả phức hợp protein activin và inhibin đều có cấu trúc dạng phức kép, và trong mỗi phức hợp, hai monome liên kết với nhau bằng một liên kết disulfide. Ngoài ra, cả hai phức hợp có nguồn gốc từ cùng một họ của các gen và protein liên quan nhưng khác nhau trong thành phần tiểu đơn vị của chúng. Dưới đây là danh sách các phức hợp inhibin và activin phổ biến nhất và thành phần tiểu đơn vị của chúng:
| \| Lớp \| Hoạt tính \| Phức hợp \| Tiểu đơn vị phức kép \| Tiểu đơn vị phức kép \| Tiểu đơn vị phức kép \| \| Lớp \| Hoạt tính \| Phức hợp \| 1 \| 2 \| \| \| ------- \| ------------------- \| ---------- \| -------------------- \| -------------------- \| -------------------- \| \| Inhibin \| ức chế tiết FSH \| Inhibin A \| α \| βA \| \| \| Inhibin \| ức chế tiết FSH \| Inhibin B \| α \| βB \| \| \| Activin \| kích thích tiết FSH \| Activin A \| βA \| βA \| \| \| Activin \| kích thích tiết FSH \| Activin AB \| βA \| βB \| \| \| Activin \| kích thích tiết FSH \| Activin B \| βB \| βB \| \| |                     |            |                      |                      |                      |
| Lớp | Hoạt tính           | Phức hợp   | Tiểu đơn vị phức kép | Tiểu đơn vị phức kép | Tiểu đơn vị phức kép |
| Lớp | Hoạt tính           | Phức hợp   | 1                    | 2                    |                      |
| Inhibin | ức chế tiết FSH     | Inhibin A  | α                    | βA                   |                      |
| Inhibin | ức chế tiết FSH     | Inhibin B  | α                    | βB                   |                      |
| Activin | kích thích tiết FSH | Activin A  | βA                   | βA                   |                      |
| Activin | kích thích tiết FSH | Activin AB | βA                   | βB                   |                      |
| Activin | kích thích tiết FSH | Activin B  | βB                   | βB                   |                      |

Các tiểu đơn vị alpha và beta giống nhau đến khoảng 25% tương tự trình tự, trong khi mức độ tương đồng giữa các tiểu đơn vị beta xấp xỉ 65%.

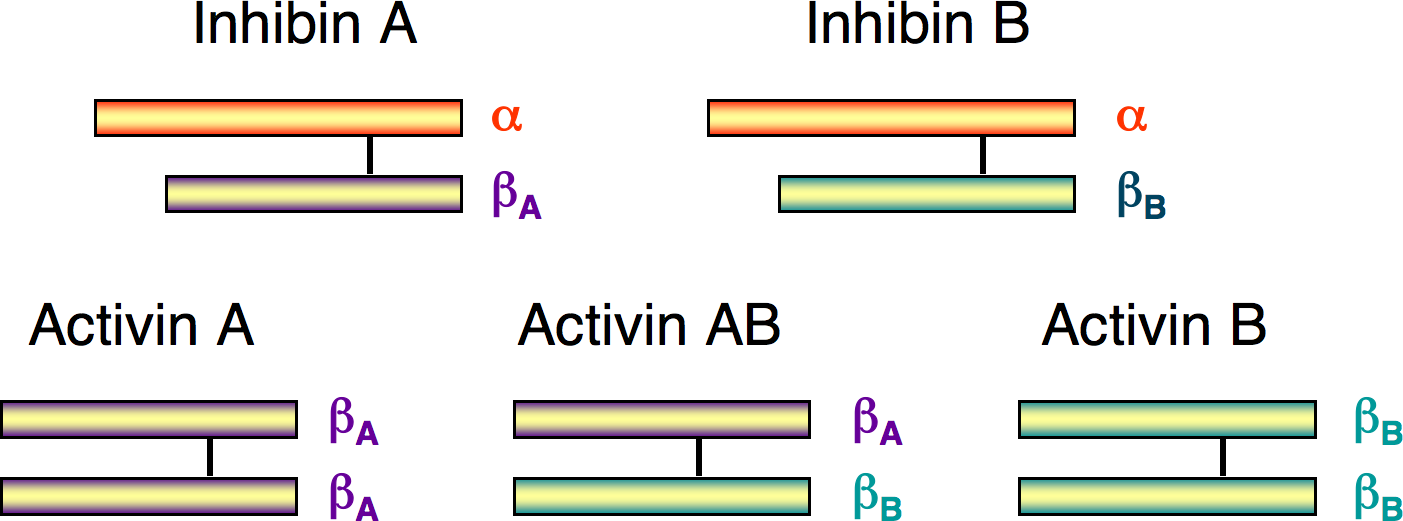
Sơ đồ các cấu trúc 1D của inhibin và activin. Đường màu đen giữa các monome biểu diễn một liên kết disulfide.

Ở động vật có vú, bốn tiểu đơn vị beta đã được mô tả, được gọi là activin βA, activin βB, activin βC và activin βE. βA và βB của activin giống hệt với hai tiểu đơn vị beta của inhibin. Tiểu đơn vị thứ năm, βD activin, đã được mô tả trong ở loài Xenopus laevis. Hai tiểu đơn vị activin A làm tăng hoạt tính A, một  βA và một tiểu đơn vị βB làm tăng hoạt tính AB, v.v. Đa dạng, nhưng không phải tất cả trong lý thuyết đều có thể có trong thực tiễn. Các tiểu đơn vị được liên kết bởi một cộng hóa trị liên kết disulfide  duy nhất.
Tiểu đơn vị βC có thể hình thành dị phức kép activin với các tiểu đơn vị βA hoặc βB nhưng không thể tạo phức kép với α inhibin.